# PM 11:14
《PM 11:14》(11:14)는 캐나다에서 제작된 그렉 마크스 감독의 2003년 코미디, 범죄, 스릴러, 드라마 영화이다. 힐러리 스웽크 등이 주연으로 출연하였고 보 플린 등이 제작에 참여하였다.

## 출연

### 주연
- 힐러리 스웽크
- 패트릭 스웨이지
- 콜린 행크스
- 레이첼 리 쿡
- 헨리 토마스
- 벤 포스터
- 릭 고메즈
- 클락 그레그

### 조연
- 숀 하토시
- 블레이크 헤론
- 바바라 허쉬
- 스티븐 밀튼
- 스타크 샌즈
- 제이슨 세걸

## 기타
- 미술: 데보라 허버트
- 의상: 크리스토퍼 로렌스
- 배역: 펠리시아 파사노
- 배역: 마리 베뉴